# Гамельн-Пірмонт (район)
Гамельн-Пірмонт (нім. Hameln-Pyrmont) — район у Німеччині, у складі федеральної землі Нижня Саксонія. Адміністративний центр — місто Гамельн.

## Населення
Населення району становить 148 963 осіб (станом на 31 грудня 2021).

## Адміністративний поділ
Район складається з 3 міст і 5 громад (нім. Einheitsgemeinden).
Дані про населення наведені станом на 31 грудня 2021.
| 1. Бад-Мюндер-ам-Дайстер (місто) (17447) 2. Бад-Пірмонт (місто) (19285) 3. Гамельн (місто) (57394) 4. Гессіш-Ольдендорф (місто) (18228) 5. Еммерталь (9811) 6. Ерцен (10472) 7. Зальцгеммендорф (9303) 8. Коппенбрюгге (7023) |